# خانقاه نادر دیوان‌بیگی
خانقاه نادر دیوان بیگی یک خانقاه در بخارا است که از سوی یکی از وزیران اشترخانی، عموی امام‌قلی‌خان ،  نادر دیوان‌بیگی در سال‌های ۱۶۱۹-۱۶۲۰ ساخته شده‌است.
خانقاه نادر دیوان‌بیگی با مدرسهٔ نادر دیوان‌بیگی که روبروی آن جای دارد یک قاش تشکیل می‌دهند. این خانقاه بخشی از مجموعهٔ لب حوض است که به همراه دیگر سازه‌های «میانهٔ تاریخی بخارا» در فهرست میراث جهانی یونسکو گنجانده شده‌است.
در گوشهٔ خاوری لب حوض، خانقاه نادر دیوان‌بیگی جای دارد، خانقاهی که از آن برای برگزاری آیین‌های دینی، گفتمان و آموزش بهره برده می‌شود. هر دوی این خانقاه و مدرسهٔ رویارو،  به نام وزیر خزانه‌داری عبدالعزیزخان یعنی نادر دیوان‌بیگی است که در سدهٔ هفدهم هزینهٔ ساخت آنها را فراهم کرد.
خانقاه جایی برای گرد هم آمدن صوفیان و خواندن نمازهای روزانه (افزون بر  برپایی آیین ویژه‌ای در میان فرقه‌های صوفیه) بود.
تالار میانی (ذکرخانه) در جایگاه عبادتگاه به عنوان یک مسجد کارکرد داشت و مهراب (طاقچه) بزرگی بر دیوار قبله، رو به مکه، ساخته شده‌بود که نمازگزاران را  برای ایستادن در سمت‌وسوی درست راهنمایی می‌کرد.
مهراب بی‌گمان زیباترین مایهٔ طراحی‌ست که دربردارندهٔ مجموعه‌ای از آهوپای‌ها می‌باشد که با رنگ‌های گوناگون آذین شده‌اند.
در ذکرخانه، بومیان شهر می‌توانستند در آیین‌های صوفیانه شرکت کنند و به بازگویی باورهای صوفیانه گوش دهند.
طاقچهٔ جلوی مهراب نیز دربردارندهٔ دو در، در دو سوی است که رو به حجره‌هایی در گوشه‌های سازه باز می‌شود که به عنوان خوابگاه بهره برده می‌شده‌است.
به جز مهراب، بقیهٔ تالار گنبدی سفیدکاری شده‌است، اگرچه شاید در اصل آذین دیگری نیز در گذشته داشته‌است. این تالار اکنون دارای موزهٔ سرامیک است.
نمای بیرونی خانقاه جدا از پیش‌طاق تاریخی در نمای خاوری که با کاشی‌های معرق با طرح‌های هندسی و نقش‌های گل پوشیده شده‌است، به‌سادگی آذین شده‌است.
لبه‌های درگاه از سه طرف با نوارهای خوشنویسی که به صورت کاشی ارائه شده‌اند، قاب شده‌است.
بسیاری از کاشی‌کاری‌ها، بازسازی شده‌اند، زیرا عکس‌های سال‌های نخستین سدهٔ بیستم نشان می‌دهند که بسیاری از آثار در گذر سده‌ها فرسوده شده‌اند.
لک‌لک‌ها حتی یک بار بالای پیش‌طاق لانه کردند، همان‌گونه که در بسیاری از ساختمان‌های بلند بخارا این کار را می‌کردند. البته این لانه‌سازی دیگر رخ نمی‌دهد زیرا آنها قربانی شوری بالای خاک ناشی از کاهش تراز آب، افزون بر اثرات آلودگی شیمیایی (آفت‌کش‌ها) شدند.

## بن مایه
- «خانقاه «نادر دیوان‌بیگی» یادگار وزیر «امام‌قلی‌خان» در بخارا +تصاویر». فارس‌نیوز. دریافت‌شده در ۲۸ بهمن ۱۴۰۰.

- «Nadir Divan-begi Khanqah, Bukhara, Uzbekistan». تارنمای تاریخ معماری آسیا. دریافت‌شده در ۲۸ بهمن ۱۴۰۰.

- «Nadir Divanbegi Khanaka storic Building in Bukhara». lonely planet. دریافت‌شده در ۲۸ بهمن ۱۴۰۰.